# Terza Categoria 1911-1912
I campionati di Terza Categoria della stagione 1911-1912 furono l'ottava edizione del campionato di calcio di tale categoria. Il campionato non aveva limiti di età.
Fu gestito dai Comitati Regionali in modo da evitare eccessive spese di trasporto alle squadre partecipanti.

## Formula
La formula dei campionati regionali di Terza Categoria, giocati fra i mesi di marzo e maggio per motivi meteorologici (dopo il disgelo dei piccoli campi non cintati), veniva stabilita dai Comitati Regionali a seconda del numero delle società iscritte, ripartite in uno o più gironi a seconda delle distanze chilometriche.
La vincitrice di ciascun girone accedeva a un girone finale in cui la prima classificata si aggiudicava il titolo regionale. La competizione non ebbe una finale nazionale, e venne solo parzialmente turbata dalla guerra di Libia che arruolò i giovani nati fra il 1888 e il 1890.
Il campionato non fu organizzato allo stesso modo da tutti i Comitati Regionali. Per poter arrivare ad un termine comune (la F.I.G.C. non imponeva un termine perentorio, ma comunque si tentava di concludere i campionati prima dell'arrivo della "canicola" di inizio maggio) si optava spesso per i "gironi di sola andata", non essendo applicabile il girone all'italiana, detto all'epoca "a girone doppio", a causa delle ridotte domeniche utilizzabili.

## Piemonte
Il campionato cominciò nel febbraio 1912. Alle eliminatorie torinesi parteciparono sei squadre, prevalse la Vigor. L'altro girone eliminatorio (definito "novarese") fu vinto dalla terza squadra della Pro Vercelli, che si scontrò con la Vigor nella finale per il titolo piemontese. Secondo La Stampa Sportiva fu la Pro Vercelli III a vincere sul campo il campionato piemontese di Terza Categoria, ma successivamente la FIGC squalificò la terza squadra vercellese per aver schierato irregolarmente giocatori classificati nelle categorie superiori e assegnò il titolo regionale alla Vigor.

### Finale
- 14 aprile 1912: Vigor-Pro Vercelli III 1-4.[3]
- Da reperire la data e il risultato della partita di ritorno a Vercelli.

In ogni caso la Pro Vercelli III fu squalificata per aver schierato irregolarmente alcuni giocatori e il titolo regionale fu assegnato alla Vigor.

### Verdetti finali
- Vigor campione piemontese di Terza Categoria 1911-1912.

## Lombardia
- Brescia ammesso direttamente alla finale per rinuncia della Trevigliese:
  - 14 aprile 1912: Trevigliese-Brescia 0-2 (forfait).
  - 21 aprile 1912: Brescia-Trevigliese 2-0 (forfait).

### Finale
- 12 maggio 1912: Savoia-Brescia 2-3.
- 19 maggio 1912: Brescia-Savoia 1-1.

### Verdetti finali
- Brescia campione lombardo di Terza Categoria 1911-1912, ammesso in Promozione 1912-1913.

## Toscana

### Classifica
|  | Pos. | Squadra       | Pt | G | V | N | P | GF | GS | DR  |
|  | ---- | ------------- | -- | - | - | - | - | -- | -- | --- |
|  | 1.   | Firenze FBC   | 10 | 6 | 4 | 2 | 0 | 11 | 1  | +10 |
|  | 2.   | SPES Livorno  | 10 | 6 | 4 | 2 | 0 | 14 | 1  | +13 |
|  | 3.   | Juventus      | 4  | 6 | 2 | 0 | 4 | 7  | 14 | -7  |
|  | 4.   | Itala Firenze | 0  | 6 | 0 | 0 | 6 | 2  | 18 | -16 |

Legenda:
      Campione toscano di  Terza Categoria.
Note:

Due punti a vittoria, uno a pareggio, zero a sconfitta.

### Spareggio
Essendo a parità di punti, per assegnare il titolo toscano fu necessario lo spareggio tra SPES e Firenze.
|              | Risultato |             | Luogo e data           |
| ------------ | --------- | ----------- | ---------------------- |
| SPES Livorno | 1 - 2     | Firenze FBC | Livorno, 31 marzo 1912 |
|              |           |             |                        |

### Calendario
Fonti:
| Andata (1ª) | Andata (1ª) | Prima giornata   | Ritorno (4ª) | Ritorno (4ª) |
|             |             |                  |              |              |
| 4 feb.      | 0-2         | Juventus-Firenze | 0-1          | 25 feb.      |
| 4 feb.      | 2-0         | SPES-Itala       | 2-0          | 25 feb.      |

| Andata (2ª) | Andata (2ª) | Seconda giornata | Ritorno (5ª) | Ritorno (5ª) |
|             |             |                  |              |              |
| 11 feb.     | 5-1         | Firenze-Itala    | 3-0          | 3 mar.       |
| 11 feb.     | 1-7         | Juventus-SPES    | 0-3          | 3 mar.       |

| Andata (3ª) | Andata (3ª) | Terza giornata | Ritorno (6ª) | Ritorno (6ª) |
|             |             |                |              |              |
| 18 feb.     | 0-0         | SPES-Firenze   | 0-0          | 10 mar.      |
| 18 feb.     | 1-3         | Itala-Juventus | 0-3          | 10 mar.      |

## Lazio

### Classifica
Fonte:
|  | Pos. | Squadra       | Pt | G  | V | N | P | GF | GS | DR  |
|  | ---- | ------------- | -- | -- | - | - | - | -- | -- | --- |
|  | 1.   | Lazio         | 18 | 10 | 9 | 0 | 1 | 52 | 6  | +46 |
|  | 2.   | Audace Roma   | 16 | 10 | 8 | 0 | 2 | 33 | 17 | +16 |
|  | 3.   | Juventus Roma | 12 | 10 | 6 | 0 | 4 | 25 | 27 | -2  |
|  | 4.   | Roman         | 5  | 10 | 2 | 1 | 7 | 11 | 33 | -22 |
|  | 5.   | Alba Roma     | 4  | 10 | 2 | 0 | 8 | 7  | 32 | -25 |
|  | 6.   | Fortitudo     | 3  | 10 | 1 | 1 | 8 | 12 | 25 | -13 |

Legenda:
      Campione laziale di  Terza Categoria.
Note:

Due punti a vittoria, uno a pareggio, zero a sconfitta.

### Risultati
SS Lazio campione laziale di 3' Categoria

#### Calendario
| (1ª)    | (1ª)                     | Prima giornata     |
|         |                          |                    |
| 11 feb. | 2-1                      | Alba-Roman         |
| 11 feb. | 5-1                      | Fortitudo-Juventus |
| 11 feb. | Riposano: Audace e Lazio |                    |

| (2ª)    | (2ª)                      | Seconda giornata |
|         |                           |                  |
| 18 feb. | 7-2                       | Audace-Roman     |
| 18 feb. | 6-0                       | Lazio-Fortitudo  |
| 18 feb. | Riposano: Alba e Juventus |                  |

| (3ª)    | (3ª)                    | Terza giornata   |
|         |                         |                  |
| 25 feb. | 1-3                     | Alba-Juventus    |
| 25 feb. | 3-1                     | Audace-Fortitudo |
| 25 feb. | Riposano: Lazio e Roman |                  |

| (4ª)   | (4ª) | Quarta giornata |
|        |      |                 |
| 3 mar. | 3-1  | Audace-Alba     |
| 3 mar. | 7-0  | Lazio-Juventus  |
| 3 mar. | 1-0  | Roman-Fortitudo |

| (5ª)    | (5ª) | Quinta giornata |
|         |      |                 |
| 10 mar. | 1-0  | Alba-Fortitudo  |
| 10 mar. | 5-0  | Lazio-Audace    |
| 10 mar. | 0-1  | Roman-Juventus  |

| (6ª)    | (6ª)                       | Sesta giornata  |
|         |                            |                 |
| 17 mar. | 4-1                        | Audace-Juventus |
| 17 mar. | 0-3                        | Roman-Lazio     |
| 17 mar. | Riposano: Alba e Fortitudo |                 |

| (7ª)    | (7ª)                        | Settima giornata |
|         |                             |                  |
| 2 giu.  | 1-3                         | Fortitudo-Audace |
| 24 mar. | 5-0                         | Lazio-Alba       |
| 24 mar. | Riposano: Audace e Juventus |                  |

| (8ª)    | (8ª)                         | Ottava giornata |
|         |                              |                 |
| 6 giu.  | 2-5                          | Juventus-Lazio  |
| 31 mar. | 3-1                          | Roman-Alba      |
| 31 mar. | Riposano: Audace e Fortitudo |                 |

| (9ª)    | (9ª) | Nona giornata   |
|         |      |                 |
| 21 apr. | 1-6  | Fortitudo-Lazio |
| 21 apr. | 5-0  | Juventus-Alba   |
| 19 mag. | 0-5  | Roman-Audace    |

| (10ª)   | (10ª)                      | Decima giornata |
|         |                            |                 |
| 28 apr. | 2-1                        | Audace-Lazio    |
| 28 apr. | 5-2                        | Juventus-Roman  |
| 28 apr. | Riposano: Alba e Fortitudo |                 |

| (11ª)  | (11ª) | Undicesima giornata |
|        |       |                     |
| 5 mag. | 1-7   | Alba-Lazio          |
| 5 mag. | 2-2   | Fortitudo-Roman     |
| 5 mag. | 5-2   | Juventus-Audace     |

| (12ª)   | (12ª) | Dodicesima giornata |
|         |       |                     |
| 12 mag. | 0-4   | Alba-Audace         |
| 12 mag. | 2-1   | Juventus-Fortitudo  |
| 12 mag. | 7-0   | Lazio-Roman         |